# Anisha Vekemans
Anisha Vekemans (Lommel, 17 agosto 1991) è un'ex ciclista su strada belga.

## Palmarès

### Strada
- 2009 (Juniores, una vittoria)

Campionati belgi, Prova a cronometro Junior
- 2015 (Lotto Soudal Ladies, una vittoria)

4ª tappa Trophée d'Or féminin (Villequiers > Villequiers)

## Piazzamenti

### Grandi Giri
- Giro d'Italia

2014: 90ª
2015: 80ª
2016: non partita (8ª tappa)
2018: ritirata (6ª tappa)

### Competizioni mondiali
- Campionati del mondo

Richmond 2015 - In linea Elite: 69ª
Doha 2016 - In linea Elite: 95ª
- Giochi olimpici

Rio de Janeiro 2016 - In linea: 29ª

### Competizioni europee
- Campionati europei

Offida 2011 - Cronometro Under-23: 12ª
Offida 2011 - In linea Under-23: 11ª
Goes 2012 - Cronometro Under-23: 17ª
Olomouc 2013 - Cronometro Under-23: 13ª
Plumelec 2016 - In linea Elite: 70ª